# Progress MS-26
Progress MS-26 (ryska: Прогресс МС-26) eller som NASA kallar den, Progress 87 eller 87P, är en flygning av en rysk obemannad rymdfarkost för att leverera förnödenheter, syre, vatten och bränsle till Internationella rymdstationen (ISS). Den sköts upp med en Sojuz-2.1a-raket, från Kosmodromen i Bajkonur, den 15 februari 2024.
Två dagar senare dockade den med rymdstationens Zvezda modul.
Farkosten lämnade rymdstationen den 13 augusti 2024 och brann upp i jordens atmosfär några timar senare.

### Fotnoter
1. ↑  ”NASA Space Science Data Coordinated Archive” (på engelska). NASA. https://nssdc.gsfc.nasa.gov/nmc/spacecraft/display.action?id=2024-029A. Läst 25 mars 2024.
2. 1 2  ”Russian space program in 2024” (på engelska). Anatoly Zak. 2 februari 2024. http://www.russianspaceweb.com/2024.html. Läst 2 februari 2024.